# Окуповані Росією території

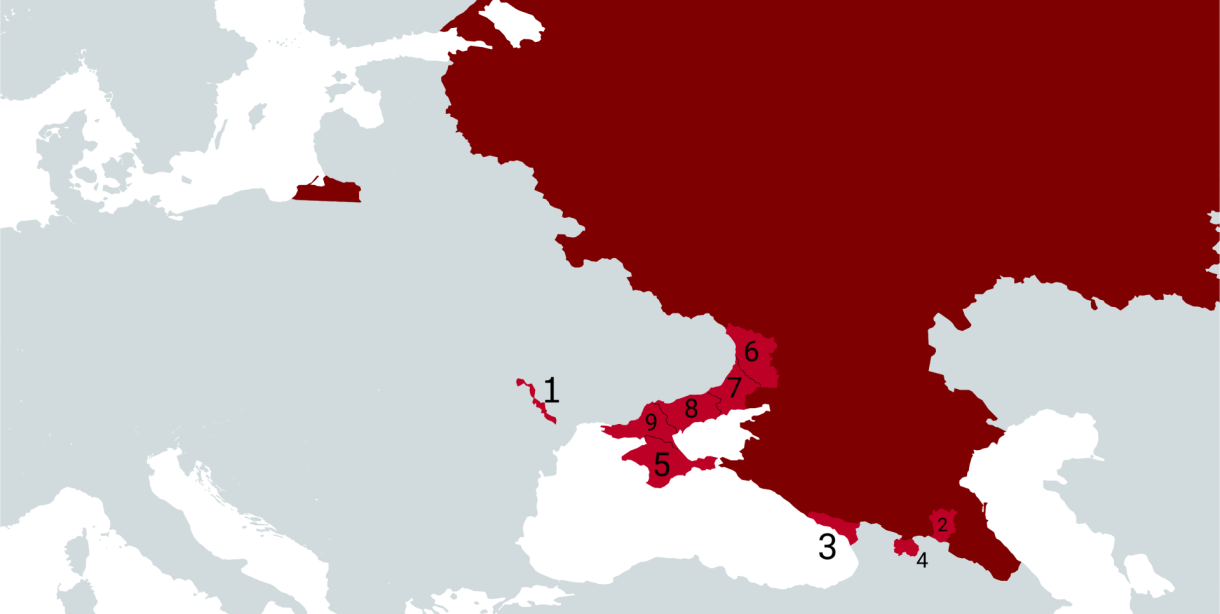
Карта, на якій Російська Федерація виділена темно-червоним кольором; території, які РФ окупувала, анексувала, проголосила своїми, або якими керують маріонеткові режими РФ у Європі — світло-червоним:
1. Придністров'я (після 1992 р.)
2. Чечня (після 2000 р.)
3. Абхазія (після 2008 р.)
4. Південна Осетія (після 2008 р.)
5. Крим (після 2014 р.)
6. Луганська область (після 2014 р. та після 2022 р.)
7. Донецька область (окупована частково) після 2014 р. та після 2022 р.)
8. Запорізька Область (окупована частково) після 2022 р.)
9. Херсонська Область (окупована частково) після 2022 р.)

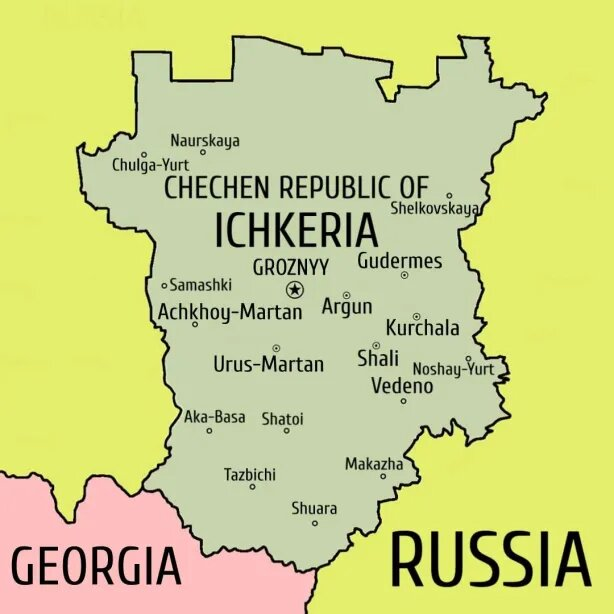
Карта Чеченської Республіки Ічкерія до російського вторгнення в 2000 році

Окуповані Росією території — збірна назва територій, які уряди Грузії та України, а також міжнародне співтовариство визнали окупованими під російським військовим контролем. Термін «окуповані Росією території» використовується для позначення Абхазії, Південної Осетії, Криму та Донбасу. Крім того, Японія та кілька інших країн вважають, що південні Курильські острови окуповані Росією.

## Визнані ООН військові окупації

### Окуповані території Молдови

#### Придністров'я (1992— дотепер)
Після розпаду Радянського Союзу багато молдаванів по всій колишній Молдавській Радянській Соціалістичній Республіці почали вимагати об'єднання з Румунією, щоб «молдовська» (яку просили називати румунською) була написана латиницею, а не кирилицею і щоб вона стала єдиною офіційною мовою Молдови. Це було погано сприйнято в сучасній Гагаузії, етнічно-тюркському регіоні Молдови, і на більшій частині лівобережжя Дністра. Російськомовні, які становили більшість у регіоні, виступали за збереження російської мови як офіційної мови Молдови на рівні з молдавською, а також проти об'єднання з Румунією. Конфлікт вилилися в Придністровську війну в 1992 році, яка після битви при Бендерах закінчилася перемогою сепаратистів, які проголосили незалежність Придністров'я одночасно з російською військовою інтервенцією, незважаючи на прохання Молдови залишити те, що за законом все ще є її міжнародно визнаною землею. Після закінчення війни Придністров'я кілька разів зверталося з проханням приєднатися до Росії.

### Окуповані території Чечні

#### Перша і Друга війни
У 1994 році Росія напала на Чеченську Республіку Ічкерія, поклавши початок першій чеченській війні, яка закінчилася перемогою чеченців у 1996 році та збереженням їхньої незалежності від Росії.
Всього через 3 роки Росія знову напала на Чечню, поклавши початок Другій чеченській війні. Російські війська окупували Грозний, а потім Чечню в 2000 році, але чеченські бійці продовжували битися в горах і ніколи формально не здавалися. У 2007 році уряд Ічкерії втік у вигнання за нового президента Ахмеда Закаєва, а в 2009 році Росія офіційно оголосила про завершення «антитерористичної операції», завершивши другу війну.

#### Визнання Чечні
Наразі тільки 2 країни активно визнають Чеченську Республіку Ічкерія, це Афганістан з 2000 року та Україна з 2022 року. Першою країною, яка коли-небудь визнала незалежність Чечні, була Грузія в 1992 році, але після російської окупації в 2000 році Грузія не наголошувала на цьому, хоча ніколи офіційно не скасовувала визнання.
Естонія та Азербайджан також хотіли визнати незалежність Чечні в 90-х роках, але в кінці Естонія не пішла на це через тиск самої Росії та Європейського Союзу, а Азербайджан не визнав Чечні через політичну нестабільність в країні, Перша карабахська війна та подальший державний переворот у 1993 році[джерело?].

### Окуповані території Грузії

#### Абхазія та Південна Осетія (2008— дотепер)

Карта Росії (світло-зелена) з окупованими територіями в Криму, Донбасі, Абхазії та Південній Осетії (темно-зелена)

Після російсько-грузинської війни 26 серпня 2008 року президент Медведєв підписав укази про визнання незалежності Абхазії та Південної Осетії як суверенних держав. Росія встановила дипломатичні відносини з цими частково визнаними державами і розмістила російські війська як в Абхазії, так і в Південній Осетії. Російські силовики були розгорнуті вздовж лінії розмежування з Грузією.
28 серпня 2008 року парламент Грузії одноголосно ухвалив резолюцію, яка офіційно проголошує Абхазію та Південну Осетію окупованими територіями Росії. Закон забороняє в'їзд в регіони з Росії, а порушники караються штрафом або позбавленням волі. В'їзд в Абхазію повинен здійснюватися з Зугдідського муніципалітету, а в Південну Осетію — з Горійського.
Багато міжнародних журналістів і медіа-компаній, таких як Fox News, Al Jazeera, Radio Free Europe / Radio Liberty, а також неурядові організації називали Абхазію та Південну Осетію окупованими територіями Росії.
У квітні 2010 року комітет із закордонних справ грузинського парламенту звернувся до законодавчих органів 31 країни з проханням оголосити два регіони Грузії Абхазію та Південну Осетію територіями під російською окупацією та визнати, що масове переміщення цивільного населення з цих регіонів Росією є етнічними чистками. Міністерство закордонних справ Росії звернулося до Грузії з проханням скасувати цей закон.

### Окуповані території України

#### АР Крим, ОРДЛО (2014— дотепер)
Після російського військового втручання на початку 2014 року, що призвело до втрати українського контролю над Кримським півостровом та частиною Донецької та Луганської областей, ситуація щодо Кримського півострова стала складнішою, оскільки Росія анексувала територію в березні 2014 року. і створила там два незаконні суб'єкти Федерації — Республіка Крим і місто федерального значення Севастополь. Україна продовжує визнавати Крим як на невід'ємну частину своєї території, що підтримується більшістю іноземних урядів і резолюцією Генеральної Асамблеї ООН 68/262, хоча Росія та деякі інші країни-члени ООН визнають Крим частиною Російської Федерації або висловили підтримку референдуму в Криму 2014 року.
У 2015 році український парламент офіційно призначив 20 лютого 2014 року датою «початку тимчасової окупації Криму та Севастополя Росією.», і окупації 7 % території України.

#### Російське вторгнення в Україну (2022— дотепер)

Росія та окуповані території

У лютому 2022 року Росія розпочала повномасштабне вторгнення в Україну після визнання Донецької та Луганської Народних Республік як незалежних держав. Станом на жовтень 2022 року Росія тримає під окупацією території Донецької, Харківської, Херсонської, Луганської, Миколаївської та Запорізької областей, а також Крим своїми збройними силами за підтримки російських найманців, чеченських кадировців і сепаратистів, що підтримуються Росією.
У вересні українська армія повернула під контроль майже всю Харківську область.
Росія провела референдуми про анексію окупованих територій України з 23 вересня по 27 вересня. 30 вересня Путін підписав договори з призначеними Росією главами ДНР, ЛНР, Херсонської та Запорізької областей про входження до складу Росії, їх анексія була схвалена Конституційним судом Росії та ратифікована Радою Федерації, хоча заявлені кордони Російської Федерації ще не визначені.
30 липня 2025 це рішення підтримала Нікарагуа і визнала ці території російськими.
Від 2022 року Росія примусово мобілізувала до своєї армії від 55 до 60 тисяч чоловіків — мешканців захоплених територій.

## Військові окупації не визнані ООН

### Проблема Курильских островів

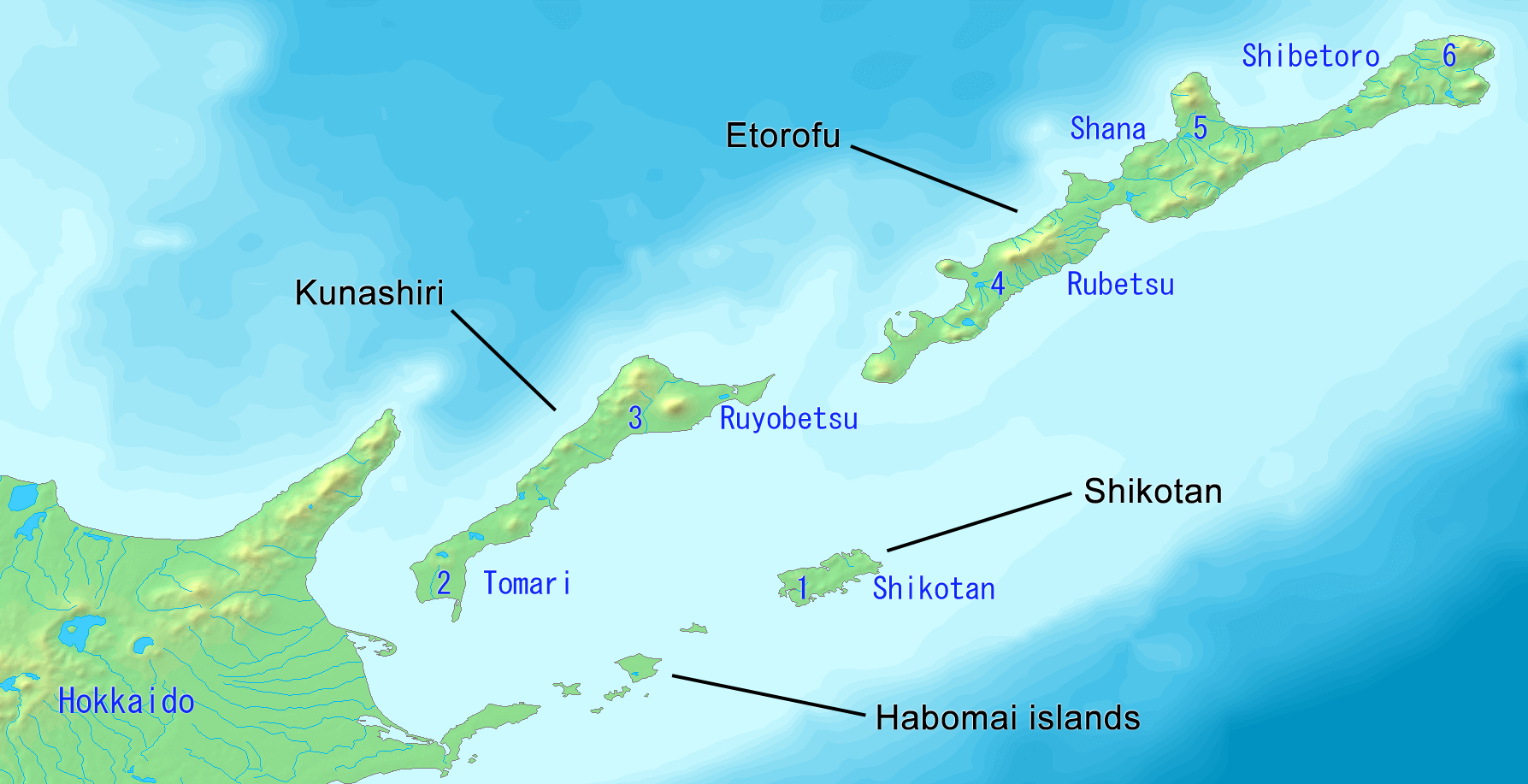
Спірні південні острови

Суперечка за Курильські острови — територіальна суперечка між Японією та Російською Федерацією з приводу приналежності чотирьох найпівденніших Курильських островів. Чотири спірні острови, як і інші острови Курильської гряди, які не є спірними, були анексовані Радянським Союзом після десантної операції на Курильських островах наприкінці Другої світової війни. Спірні острови перебувають під керуванням Росії як Южно-Курильський округ Сахалінської області. На них претендує Японія, яка називає їх своїми Північними територіями або Південною Тисімою та вважає їх частиною субпрефектури Немуро префектури Хоккайдо.
Японія та США стверджують, що до укладення мирного договору між Японією та Росією під час Другої світової війни спірні північні території залишаються окупованою територією, яка знаходиться під контролем Росії на підставі Загального наказу № 1. Європарламент у резолюції «Відносини між ЄС, Китайською Республікою та Китайською Народною Республікою та безпека на Далекому Сході», прийнятої 7 липня 2005 р., закликав Росію повернути Японії «окуповані» Південно-Курильскі острови.
7 жовтня 2022 року президент України Володимир Зеленський підписав указ «Про питання Північних територій Японії», за яким Україна визнала Курильські острови територією Японії, яка тимчасово окупована Росією.